# الريف (رواية)
الريف هي إحدى روايات الروائية الأمريكية دانيال ستيل (بالإنجليزية Country) وهي من الروايات الرومانسية.

## نبذة قصيرة
تدور أحداث الرواية عن زوجة تتحمل تعاستها في زواجها لتحافظ على المظهر الاجتماعي لأطفالها وأسرتها ثم يتوفى زوجها فجأة لتجد الحرية التي كانت تتمناها وتعيش الحياة مرة أخرى.